# Nové Město na Moravě
Nové Město na Moravě (pronunție în cehă [ˈnovɛː ˈmɲɛsto ˈna moravjɛ], cu sensul de Orașul Nou din Moravia) este un oraș din districtul Žďár nad Sázavou în regiunea Vysočina din Republica Cehă. Populația este de aproximativ 9.900 de locuitori. Este o cunoscută stațiune de sporturi de iarnă. Centrul istoric al orașului este bine conservat și este protejat prin lege ca zonă monument urban.

## Părți administrative
Satele Hlinné, Jiříkovice, Maršovice, Olešná, Petrovice, Pohledec, Rokytno, Slavkovice și Studnice sunt părți administrative ale Nové Město na Moravě.

## Etimologie
Numele orașului înseamnă literal „Orașul Nou din Moravia”.

## Geografie
Nové Město na Moravě este situat la aproximativ 9 kilometri est de Žďár nad Sázavou și 53 de kilometri nord-vest de Brno. Se află în Munții Křižanov, în cea mai înaltă parte a zonei muntoase Bohemia-Moravia. Cea mai mare parte a teritoriului municipal este situată în Zona de peisaj protejat Žďárské vrchy. Cel mai înalt vârf din zonă este Kopeček, aflat la 822 de metri deasupra nivelului mării.

## Istorie
Prima mențiune scrisă a localității Nové Město na Moravě datează din 1267 sub numele de Bočkov. A fost fondată în timpul colonizării de către Boček din Obřania, după ce mănăstirea cisterciană din Žďár nad Sázavou a fost ridicată în jurul anului 1252. Numele Nové Město a fost folosit pentru prima dată într-un act al regelui Wenceslaus al II-lea din 1293 și a fost numit pentru prima dată un oraș-târg.
Din 1312, Nové Město a intrat sub protecția lorzilor de Lipá. Probabil pe finalul secolului al XIV-lea, aici a fost construită o fortăreață. În 1496, orașul a intrat în posesia familiei Pernštejn, iar sub conducerea lui Vratislav II de Pernštejn, între 1561–1582, orașul a cunoscut o creștere economică majoră. Fortăreața a fost reconstruită sub forma unui castel renascentist, iar primăria în stil renascentist a fost de asemenea ridicată. Fmailia Pernštejn a condus Nové Město până în 1588. A urmat la conducerea orașului Vilém Dubský, care a reconstruit castelul, apoi arhiepiscopul Franz von Dietrichstein, și ulterior familia Kratzer, care a susținut industria de sticlă din zonă, precum și cea de fier.
La sfârșitul secolului al XIX-lea s-a dezvoltat partea de schi a orașului, care astfel a devenit un centru al sporturilor de iarnă. Calea ferată a ajuns  aici în 1905.

## Sport

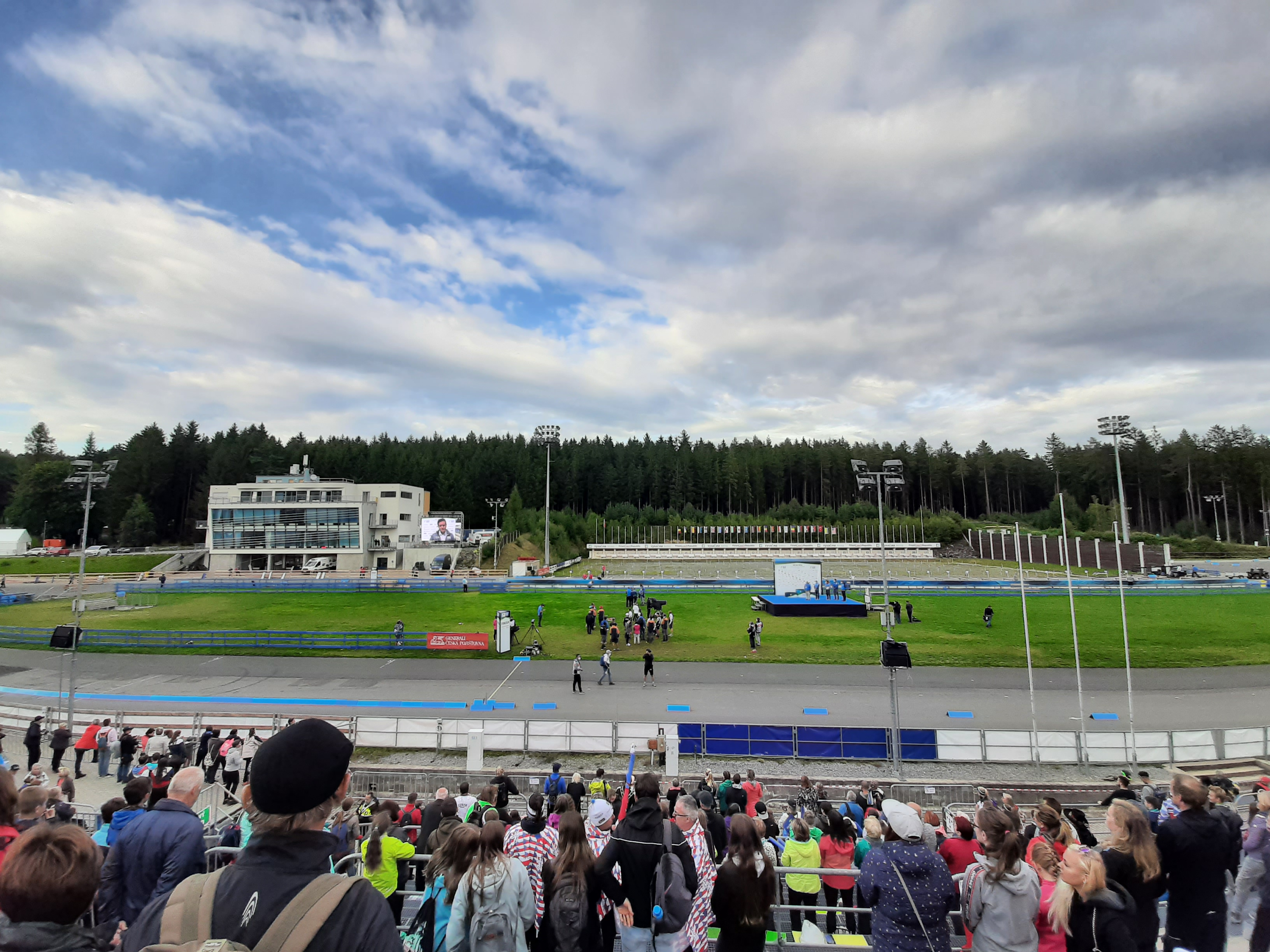
Vysočina Aréna

Orașul este o stațiune proeminentă pentru sporturile de iarnă din Cehia. Vysočina Aréna a găzduit Campionatele Mondiale de biatlon din 2013, iar din sezonul 2011–12, etape ale Cupei Mondiale de biatlon au avut loc aici aproape în fiecare an.
A găzduit, de asemenea, etape ale Tour de Ski în 2007–08 și 2008–09.
Clubul local de fotbal SFK Vrchovina Nové Město na Moravě joacă în Liga de fotbal Moravia-Silezia, al treilea nivel al sistemului de fotbal ceh.

## Obiective turistice

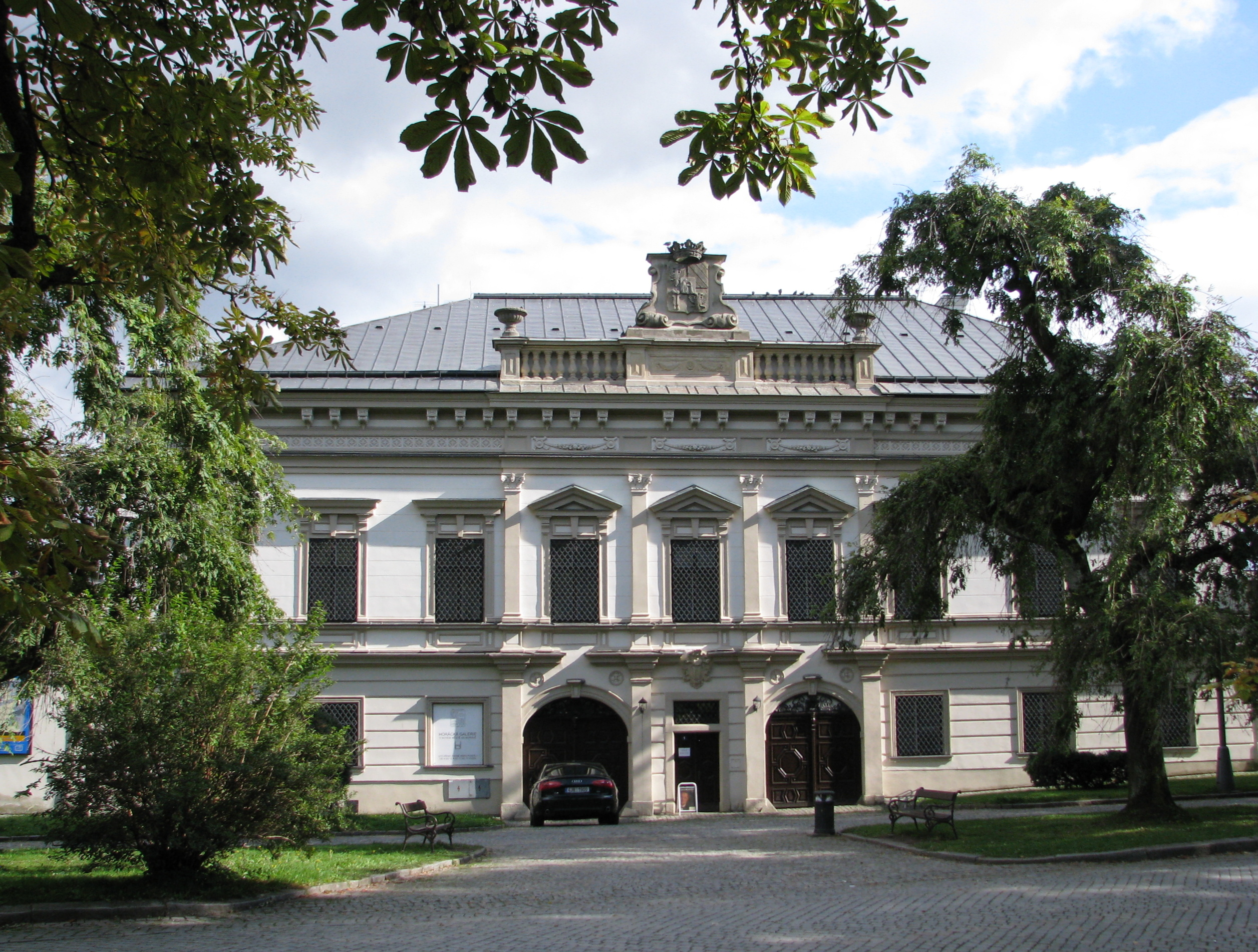
Galeria Horácko din Castelul Nové Město na Moravě

În mijlocul centrului istoric se afă Piața Vratislavovo, numită după Vratislav de Pernštejn. Piața este mărginită de clădiri în stil renascentist, baroc și neoclasic. 
Castelul din Nové Město na Moravě a fost reconstruit în stil baroc în secolul al XVIII-lea, iar în stil neorenascentist în 1874. În prezent, clădirea găzduiește Galeria Horácko care se concentrează pe producția de sticlă, peisagistica și sculptura din secolul XX.

## Personalități născute aici
- Ivo Strejček (n. 1962), om politic, europarlamentar;
- Zdeněk Kolář (n. 1996), tenismen.